# Оберлига Нижняя Саксония
Оберлига Нижняя Саксония (нем. Oberliga Niedersachsen), также известна как Niedersachsenliga — футбольная Оберлига, представляет собой часть пятого уровня системы немецких футбольных лиг; наивысшая футбольная лига федеральной земли Нижняя Саксония.

## История
Следующая таблица отображает место Оберлиги Нижняя Саксония в системе футбольных лиг Германии, с соответствующими каждому периоду названиями. 
| Годы      | Уровень | Вышестоящий уровень             |
| --------- | ------- | ------------------------------- |
| 1947—63   | II      | Оберлига Север                  |
| 1963—74   | III     | Региональная лига «Север»       |
| 1974—94   | IV      | Оберлига Север                  |
| 1994—2004 | V       | Оберлига Нижняя Саксония/Бремен |
| 2004—08   | V       | Оберлига Север                  |
| 2008—н.в. | V       | Региональная лига «Север»       |

Источник:Verbandsliga Niedersachsen. Das deutsche Fussball-Archiv. Дата обращения: 12 мая 2011. Архивировано 12 мая 2012 года.